# 史密斯海崖 (埃爾斯沃思地)
史密斯海崖（英語：Smith Bluffs），是南極洲的海崖，位於埃爾斯沃思地，處於達斯廷島北面和賽拉弗灣南端，由美國海軍探險隊發現，現時由南極條約體系管理。